# Ampérmetr

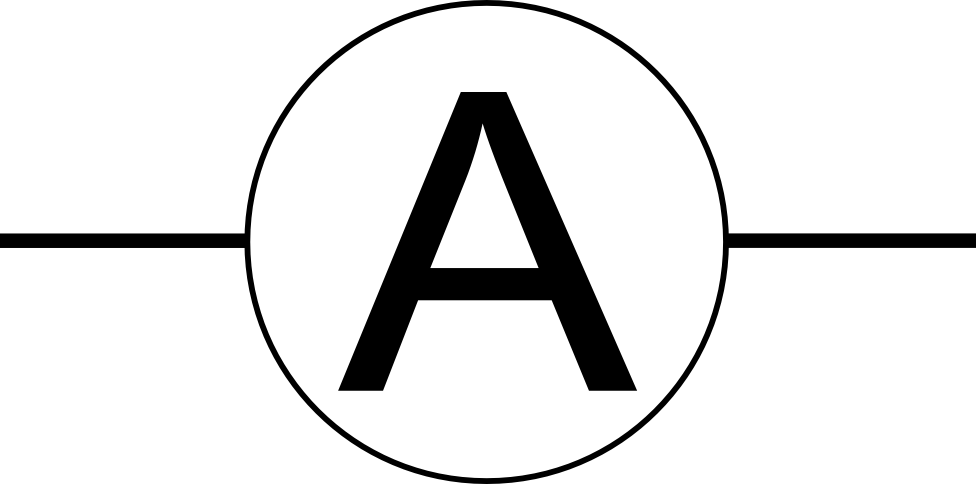
Schematická značka ampérmetru

Ampérmetr je zařízení k měření velikosti protékajícího elektrického proudu, který je na ukazateli přístroje vyjádřen v ampérech nebo odvozených jednotkách.

## Měření proudu

Ampérmetr připojený sériově k zátěži

Ampérmetr se zapojuje vždy do série s měřenou části obvodu - měří se proud protékající daným místem. Měřicí ústrojí každého reálného ampérmetru má nenulový elektrický odpor. Samotné zapojení ampérmetru způsobí snížení proudu protékajícího obvodem a vytvoření napěťového úbytku na vnitřním odporu ampérmetru. Při měření se tak dopouštíme chyb. U ampérmetru se udává Umax [mV], což je úbytek na proudové cívce při maximální výchylce. Ideální ampérmetr tak má nulový vnitřní odpor {\displaystyle R_{i}}. Reálně mají ampérmetry vnitřní odpor řádově v desetinách až setinách ohmů.

### Změna rozsahu ampérmetru
Při měření větších proudů se může k ampérmetru zapojit paralelně tzv. boční odpor neboli bočník {\displaystyle R_{B}}. Jeho odpor musí být takový, aby proud ampérmetrem {\displaystyle I_{A}} nepřekročil povolenou velikost. Pro měřený proud platí, že {\displaystyle I=I_{B}+I_{A}}. Velikost bočního odporu je tak dána vzorcem:
{\displaystyle R_{B}={\frac {R_{i}}{(n-1)}}},
kde {\displaystyle n} vyjadřuje kolikrát byl rozsah zvýšen (jde o poměr měřeného proud a proud ampérmetrem; {\displaystyle n={\frac {I}{I_{A}}}})
Ampérmetr v závislosti na své konstrukci měří buď proud {\displaystyle I_{A}} jím procházející, nebo se může jednat o voltmetr měřící úbytek napětí na bočníku se známým odporem {\displaystyle R_{A}} (odtud je možné z Ohmova zákona vypočítat proud). Jiný způsob změny rozsahu u střídavých ampérmetrů je použití tzv. měřicího transformátoru proudu (MTP), což má široké uplatnění v silnoproudé elektrotechnice (měření a snímání velkých proudů). Tento způsob umožňuje oddělit od sebe galvanicky měřené obvody a např. vlastní měřicí přístroje umístit ve velkých vzdálenostech od MTP.

## Rozdělení ampérmetrů podle měřicího ústrojí

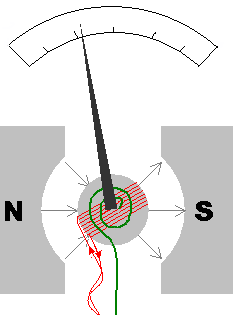
Nákres magnetoelektrického přístroje. Pružina se stará o návrat ručky do původní polohy.

### Magnetoelelektrické ampérmetry
Základním prvkem je permanentní magnet a otočná cívka. Funkce je založena na využití sil působících v magnetickém poli na cívku, kterou protéká proud. Nachází-li se vodič protékaný elektrickým proudem v magnetickém poli, působí na něj síla, která způsobí natočení cívky. Natočení cívky způsobí natočení ručky přístroje, která je s cívkou spojena.
- vlastnosti:
  - používají se pro měření stejnosměrných proudů ve velmi širokých rozsazích (μA až kA)
  - rozlišují polaritu proudu
  - při měření je nejvýznamnějším rušivým vlivem teplota
  - permanentní magnet v měřicí soustavě má velmi silné vlastní magnetické pole, proto je vliv cizích elektromagnetických polí zanedbatelný

### Elektrodynamické ampérmetry
Princip podobný jako u magnetoelektrických ampérmetrů, místo permanentního magnetu je použita pevná cívka. U miliampérmetrů do proudu přibližně 400 mA se cívky zapojují do série, takže jimi protéká stejný proud. U ampérmetrů pro větší proudy nemůže tento proud protékat otočnou cívkou(je vinuta ze slabého drátu), proto se používá paralelně zapojení cívek, kdy se do série s otočnou cívkou zařadí předřadný odpor R, který omezí proud touto cívkou.
- vlastnosti:
  - lze s nimi měřit stejnosměrné i střídavé proudy

### Feromagnetické ampérmetry
Princip je založený na silovém působení dvou feromagnetických plíšků, které jsou v magnetickém poli cívky.
Přístroj se skládá z pevné válcové cívky, na vnitřní straně je umístěn pevný plíšek. Druhý plíšek je umístěný na hřídelce otočného ústrojí. Protéká-li cívkou proud, plíšky se vlivem magnetického pole souhlasně zmagnetizují. Začnou se odpuzovat, pohyblivý se začne pevnému vzdalovat a tím natáčí ručku.
- vlastnosti:
  - jsou jednoduché, levné
  - pracují se slabým vlastním polem, proto jsou náchylné na vliv cizích elektromagnetických polí a je třeba je stínit
  - mají velkou přetížitelnost, protože proud prochází pouze jednou cívkou, která je dobře chlazená

### Digitální ampérmetry
Na tzv. snímacím rezistoru je zaznamenávána velikost úbytku napětí, která je úměrná protékajícímu proudu. Napěťový průběh je potom digitalizován a převeden do údaje na displeji.
- vlastnosti:
  - jsou frekvenčně omezené kvantovací rychlostí digitalizačního obvodu
  - můžeme s ním měřit i malé proudy (řádově μA)
  - malé ztráty

### Další přístroje pro měření proudu
Mezi další přístroje patří například proudové kompenzátory a přístroje s termokřížem, u kterých se termočlánkem snímá teplota odporu. Velmi často v technické praxi používané jsou tzv. klešťové ampérmetry, které stačí nasadit na vodič a není nutné rozpojovat obvod. Tyto přístroje využívají principu Hallovy sondy k snímání magnetického pole vytvářeného v okolí vodiče protékajícím proudem.

## Galerie

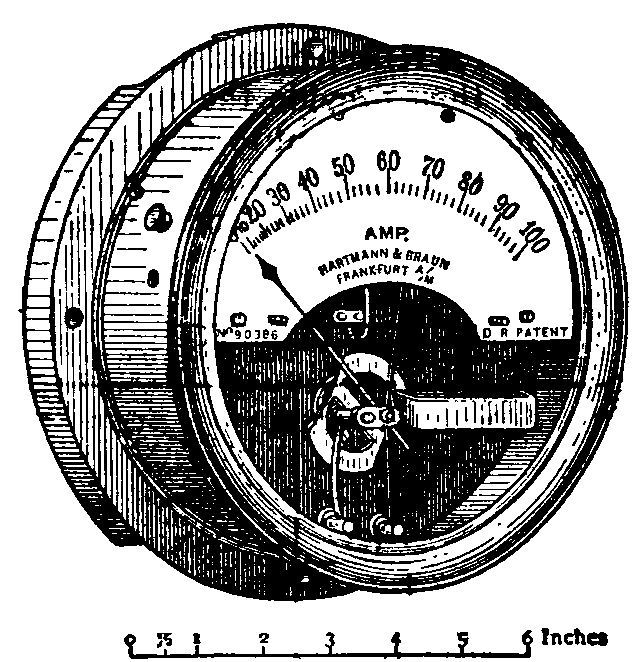
Historický nákres ampérmetru, 1911
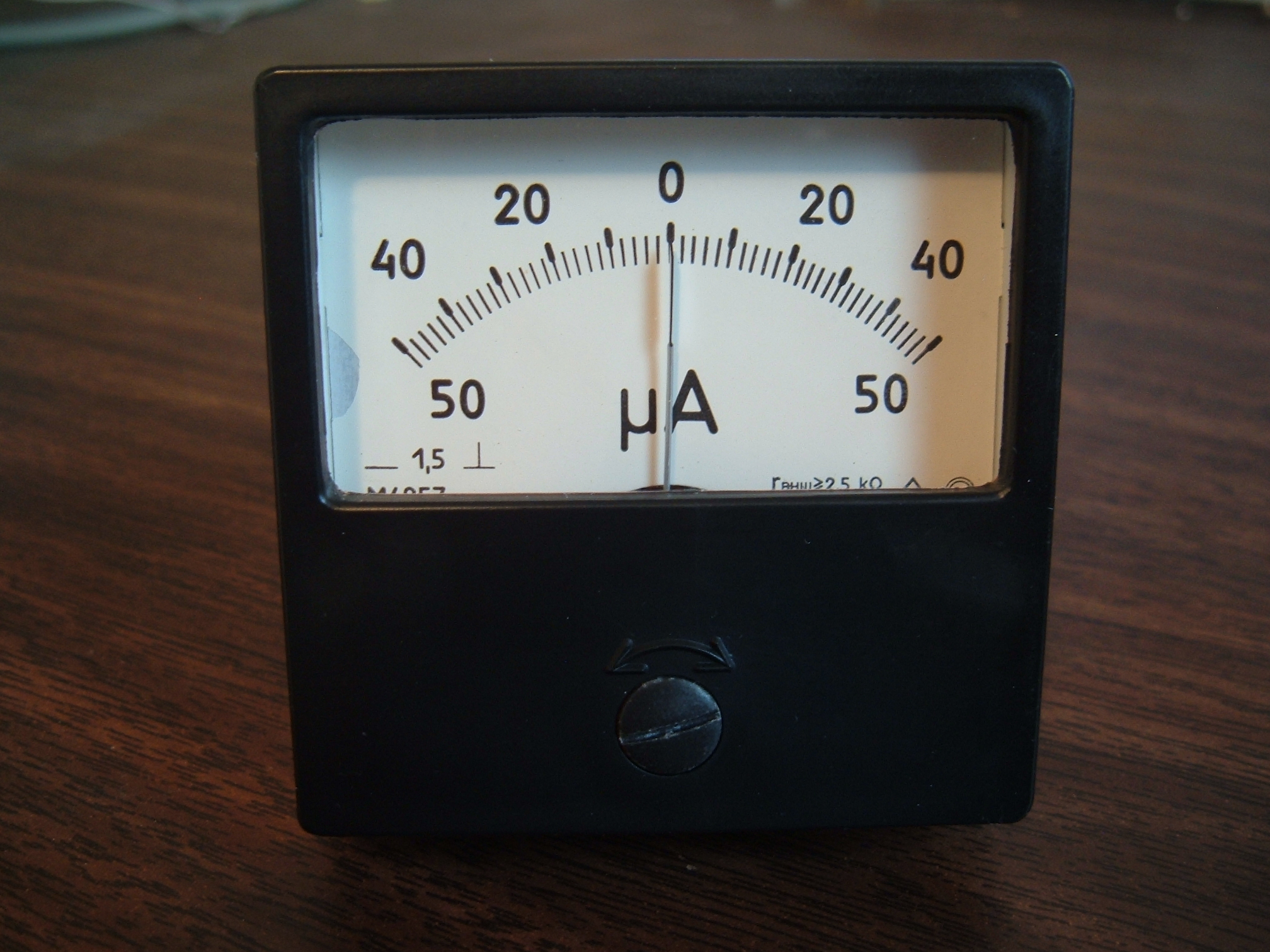
Starší analogový ampérmetr s nulou uprostřed stupnice
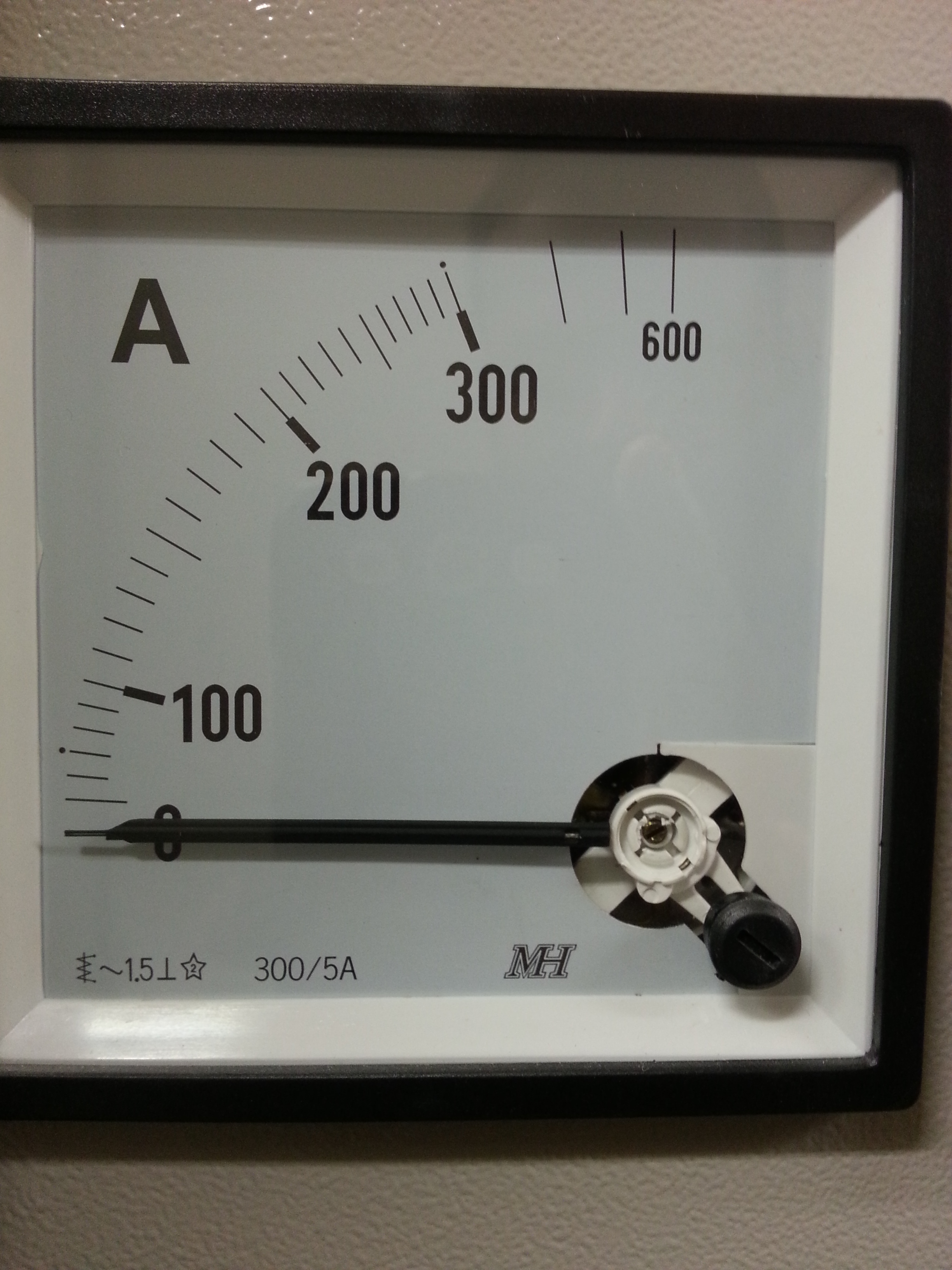
Panelový analogový ampérmetr
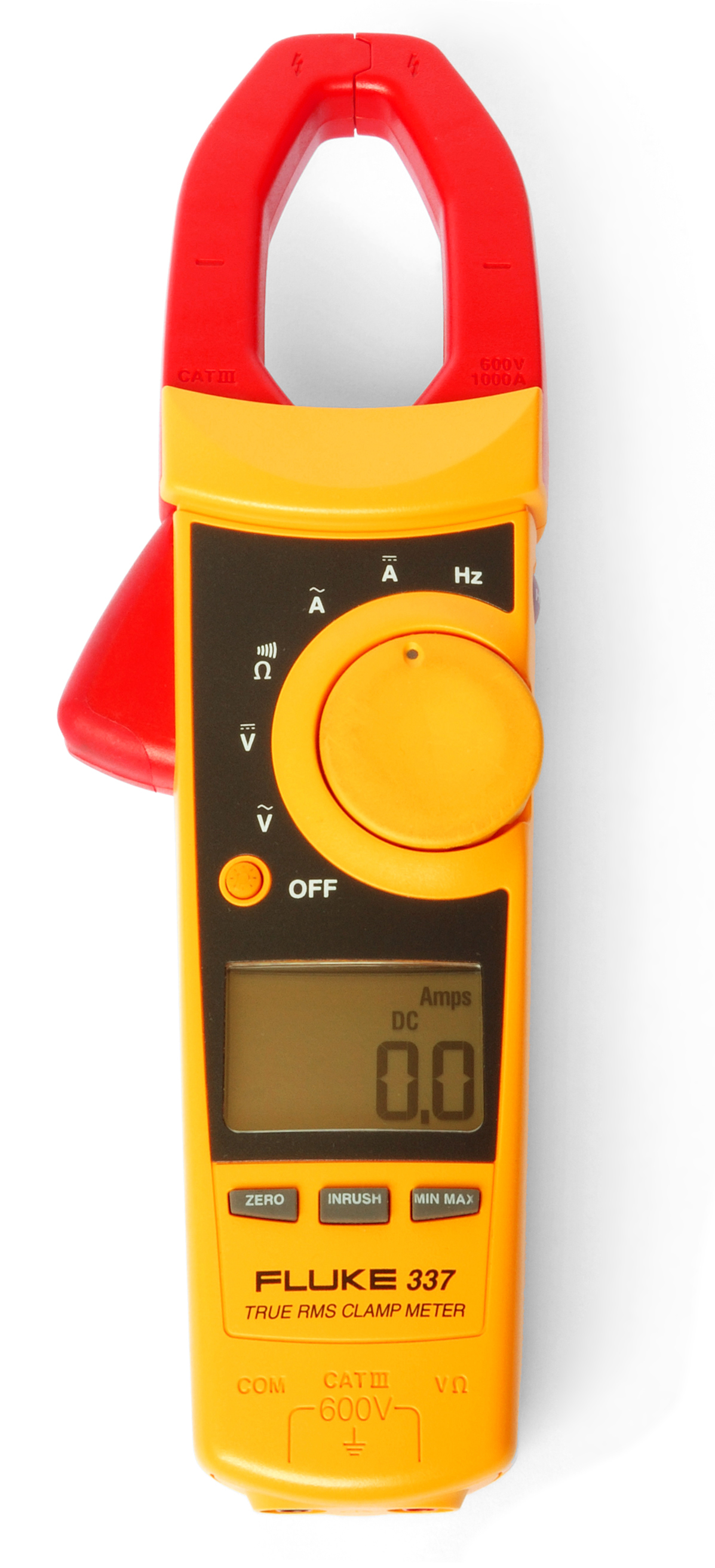
Digitální klešťový ampérmetr z produkce společnosti Fluke
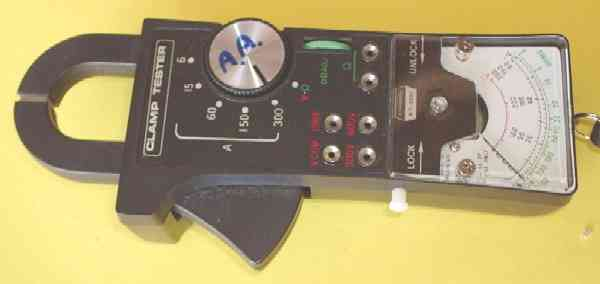
Analogový klešťový ampérmetr
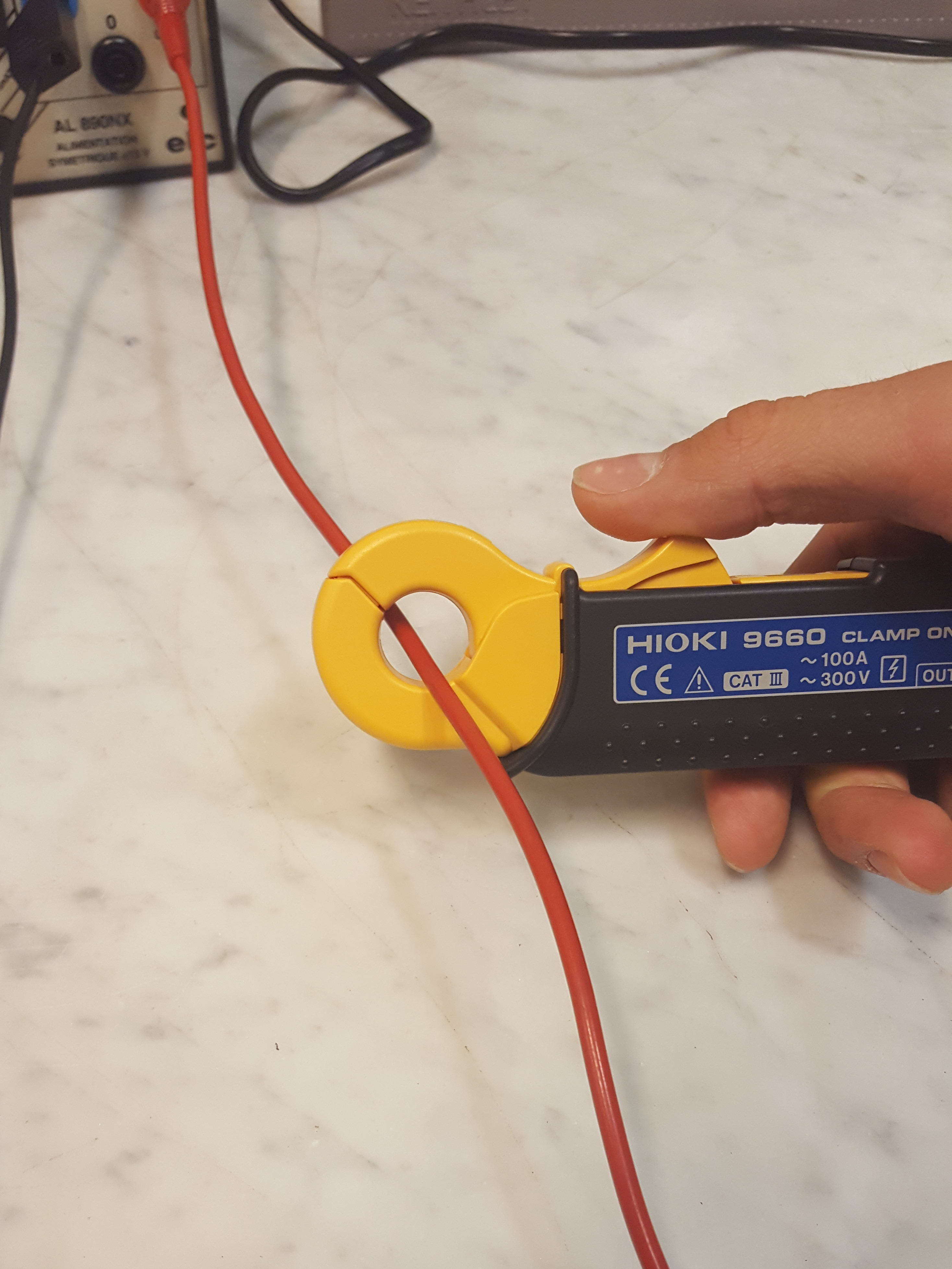
Měření malým klěšťovým ampérmetrem